# Верехані
Верехані (також Верхрахані, пол. Werechanie) — село в Польщі, у гміні Рахані Томашівського повіту Люблінського воєводства. Населення — 444 особи (2011). Лежить на Закерзонні (в історичній Холмщині).

## Історія
У 1564—1565 роках вперше згадується в селі православна дерев'яна церква Святої Параски.
1827 року в селі налічувалося 58 хат і 371 житель.
1880 року в селі налічувався 31 будинок і 432 жителі (180 православних, 232 католики та 20 юдеїв).
У міжвоєнні 1918—1939 роки польська влада в рамках великої акції руйнування українських храмів на Холмщині і Підляшші перетворила місцеву православну церкву на римо-католицький костел.
У 1943 році в селі проживало 67 українців і 763 поляки.
У 1975—1998 роках село належало до Замойського воєводства.

## Населення
Демографічна структура станом на 31 березня 2011 року:
|          | Загалом | Допрацездатний вік | Працездатний вік | Постпрацездатний вік |
| -------- | ------- | ------------------ | ---------------- | -------------------- |
| Чоловіки | 227     | 50                 | 150              | 27                   |
| Жінки    | 217     | 39                 | 120              | 58                   |
| Разом    | 444     | 89                 | 270              | 85                   |

- Богдан Гук. Werechanie. apokryfruski.org. APOKRYF RUSKI.{{cite web}}:  Обслуговування CS1: Сторінки з параметром url-status, але без параметра archive-url (посилання) (пол.)

| Польща | Це незавершена стаття з географії Польщі. Ви можете допомогти проєкту, виправивши або дописавши її. |